# Miomantis kilimandjarica
Miomantis kilimandjarica es una especie de mantis de la familia Mantidae.

## Distribución geográfica
Se encuentra en Kenia, Tanzania y en Uganda.